# 다이렉트쇼
다이렉트쇼(DirectShow, 줄여서 DS, DShow, 코드이름: Quartz)는 소프트웨어 개발자들이 미디어 파일이나 스트림을 가지고 다양한 기능을 수행할 수 있도록 마이크로소프트사가 개발한 멀티미디어 프레임워크이자 API이다. 마이크로소프트사의 초기 비디오 포 윈도우 기술을 대체한다. 마이크로소프트 윈도우 컴포넌트 오브젝트 모델 (COM) 프레임워크에 기반을 둔 다이렉트쇼는 수많은 프로그래밍 언어에 미디어를 위한 공통 인터페이스를 제공하며 사용자나 개발자의 요청에 따른 주문형 미디어 파일을 렌더링하고 녹화할 수 있는 확장 가능한 필터 기반의 프레임워크의 역할을 한다. 다이렉트쇼 개발 도구들과 문서는 원래 다이렉트X SDK의 일부로 배포되었지만 지금은 윈도우 SDK(한때 플랫폼 SDK로 알려져 있었음)의 일부로 배포되고 있다.
다른 플랫폼으로는 애플사의 퀵타임 프레임워크와 GStreamer이나 Xine과 같은 다양한 리눅스 멀티미디어 프레임워크가 다이렉트쇼와 경쟁하고 있다. 마이크로소프트는 차기 윈도우 버전에서 점차적으로 다이렉트쇼를 미디어 파운데이션으로 완전히 대체할 것으로 계획하고 있다.
윈도우 비스타와 윈도우 7 애플리케이션은 몇몇 작업과 관련된 미디어에 대하여 다이렉트쇼 대신 미디어 파운데이션을 사용한다

## 역사
다이렉트쇼 이전에 액티브무비 (코드이름은 Quartz)는 원래 윈도우에서 MPEG-1 파일 재생 지원을 제공하기 위해 만들어졌다. 또, 압축하는 동안 비디오 프레임을 여러 순서에 배분하는 코덱을 관리하지 못하는 비디오 포 윈도우, 32비트 환경에 완전히 포팅되지 못하고 COM을 이용하지 못하는 MCI와 같은 미디어 처리 프레임워크를 대체하기 위해 고안된 것이기도 하다.

## 같이 보기
- GraphEdit
- GraphStudio – 오픈 소스 GraphEdit 프로젝트 (2008년 2월 기준으로 완전한 기능을 사용할 수 없음)
- DirectX Media Objects
- 미디어 파운데이션
- DirectX 플러그인
- DXVA
- AviSynth

## 참조
- “MSDN DirectShow documentation”. 2007년 7월 1일에 원본 문서에서 보존된 문서. 2007년 7월 7일에 확인함.
- Pesce, Mark D. (2003). 《Programming Microsoft DirectShow for Digital Video and Television》. Microsoft Press. ISBN 0-7356-1821-6. (Sample Chapter)